# Так рождается песня
«Так рождается песня» (азерб. Mahni belə yaranir) — советская биографическая драма 1957 года производства Бакинской киностудии.

## Синопсис
Фильм рассказывает о жизни и творчестве народного ашуга Дагестана Сулеймана Стальского. Один из первых цветных фильмов Азербайджанской ССР.

## Создатели фильма

### В ролях
- Константин Сланов — Сулейман Стальский
- Владимир Тхапсаев — Гара Магома
- Афанасий Кочетков — Максим Горький
- Мамедали Велиханлы — Бадирхан
- З. Абихасанова — Мариат
- Атамоглан Рзаев — Ханапи
- Ш. Манташев — Гарун
- З. Галазова — Айна
- А. Гурумов — Хизри
- Алекпер Гусейн-заде — Молла Гаджимед
- Али Курбанов — слепой ашуг
- А. Сарукаев — деревенский ашуг
- Фатех Фатуллаев — Мюлкадар
- Сергей Якушев
- А. Сланов
- Сулейман Таги-заде
- М. Рашидханов
- С. Джетере
- С. Лазарев
- Вера Ширье
- Микаил Микаилов — Бичерахов
- И. Марков
- Т. Сидорова
- С. Токар
- Садых Гусейнов — Сарнишин
- Аббас Рзаев — Фахла

### Административная группа
- автор сценария — Роман Фатуев
- режиссёры-постановщики — Рза Тахмасиб, Микаил Микаилов
- операторы-постановщики — Тейюб Ахундов, Джаваншир Мамедов
- художник-постановщик — Надир Зейналов
- композитор — Ниязи
- звукооператор — Азиз Шейхов
- художник-костюмер — Али-Саттар Атакишиев
- оркестр — Азербайджанский государственный симфонический оркестр имени Узеира Гаджибекова
- дирижёр — Ниязи
- директор фильма — Даниил Евдаев
- вокал — Шовкет Алекперова